# Schlacht um die Visayas
Luzon

Mindoro – Lingayen  – Bataan – Manila – Corregidor
Visayas

Leyte – TE/WA – Panay – Simara – Negros – Cebu City
Mindanao

Bukidnon – Maguindanao/Cotabato – Davao
Operationen zur See

Convoy Hi-71 – Shin'yō Maru Vorfall – Formosa  – Golf von Leyte – Bucht von Ormoc – Convoy Hi-81 – Südchinesisches Meer – Taipeh  – Schlacht am 24. Juli 1945
Die Schlacht um die Visayas war ein Unternehmen im Rahmen der Rückeroberung der Philippinen während des Pazifikkriegs im Zweiten Weltkrieg. Die Landungen der US-Streitkräfte auf den Hauptinseln Cebu, Bohol, Negros, Panay und Samar begannen am 18. März 1945 und die Visayas-Inseln galten ab dem 30. Juli als erobert.

## Hintergrund
Die Visayas-Inseln, die seit 1898 unter US-Kontrolle lagen, waren direkt zu Beginn der japanischen Operationen im Pazifikraum Anfang 1942 von der Kaiserlich Japanischen Armee während der Schlacht um die Philippinen eingenommen und besetzt worden. Als die Joint Chiefs of Staff 1943, nach den ersten US-Kriegerfolgen die ersten Pläne zur Rückeroberung der Philippinen unter dem Codenamen Musketeer erarbeiten ließen, lag das Hauptaugenmerk auf den beiden großen Inseln Leyte und Luzon. Ein Angriff auf die Visayas wurde erst im Juli 1944 von den Joint Chiefs of Staff in Erwägung gezogen: auch General Douglas MacArthur, der von President Franklin D. Roosevelt persönlich zum Oberbefehlshaber der Operation Musketeer ernannt wurde, ersuchte den US-Stab, eine Rückeroberung der Visayas-Inseln zu planen. Da die sich dort in japanischer Hand befindlichen Flugfelder strategisch enorm wichtig für die späteren Operationen in Südostasien waren, wurde ein Angriff auf die Visayas-Inseln vorbereitet, und als Operation Musketeer:Victor gekennzeichnet. So sah der Plan vor die Landungen auf den Visayas unmittelbar nach der Landung auf der Hauptinsel der Philippinen Luzon zu beginnen.
Die Operation Victor war in zwei Phasen unterteilt: Victor I und Victor II. Victor I sah vor ab dem Landungstag die Inseln Panay und Negros einzunehmen. Nachdem die sich dort befindenden Flugfelder für den Einsatz vorbereitet waren, sollten im Laufe der Operation Victor II die Inseln Cebu und Bohol gesichert werden. Dieser endgültige Plan wurde durch die Joint Chiefs of Staff Anfang Dezember 1944 zur Durchführung freigegeben.
Der Befehlshaber der beiden Victor-Operationen war General Robert L. Eichelberger, der unter dem Kommando von MacArthur stand.

## Victor I
Eichelberger sollten für die Operation Victor I auf Panay und Negros etwa 12.000 Soldaten zur Verfügung stehen, die aus Teilen der 40. US-Infanteriedivision, einem Regiment der California National Guard und zwei Regimentern der 25. US-Infanteriedivision, die aus der Schlacht um Luzon abkommandiert wurden, bestanden.

### Sicherung von Panay
Bereits am 5. März 1945 bombardierten F6F Hellcat und F4U Corsair Jagdflugzeuge der Task Force 58 sowie B-25 Mitchell Bomber, die von Flugplätzen in China aus starteten, die japanischen Verteidigungsanlagen an der Küste der Insel Panay.
Am 17. März 1945 führte die Task Force 38 den letzten vorgesehenen Luftangriff auf die japanischen Stützpunkte. Diese Angriffe erfüllten zum einen den Zweck, japanische Boden- und Lufteinheiten auf Panay auszuschalten sowie die Landung vorzubereiten, und unterbrachen die Kommunikation der 8.000 Mann starken japanischen Garnison. Etwa 3.000 Verteidiger zogen sich in die Stadt Iloilo City zurück, während die restlichen Truppen Stellung bei einer Verteidigungslinie am Panay River bezogen. Landgestützte amerikanische Kampfflugzeuge flogen unterdessen von Basen auf der Insel Leyte Einsätze gegen weitere Ziele auf Panay. Zudem wurden etliche japanische Luftwaffenstützpunkte auf den Visayas-Inseln weitgehend neutralisiert. Besonders auf Negros konnten mehr als 150 japanische Kampfflugzeuge und Bomber, die meisten von ihnen noch auf den Flugfeldern stehend, zerstört oder beschädigt werden.

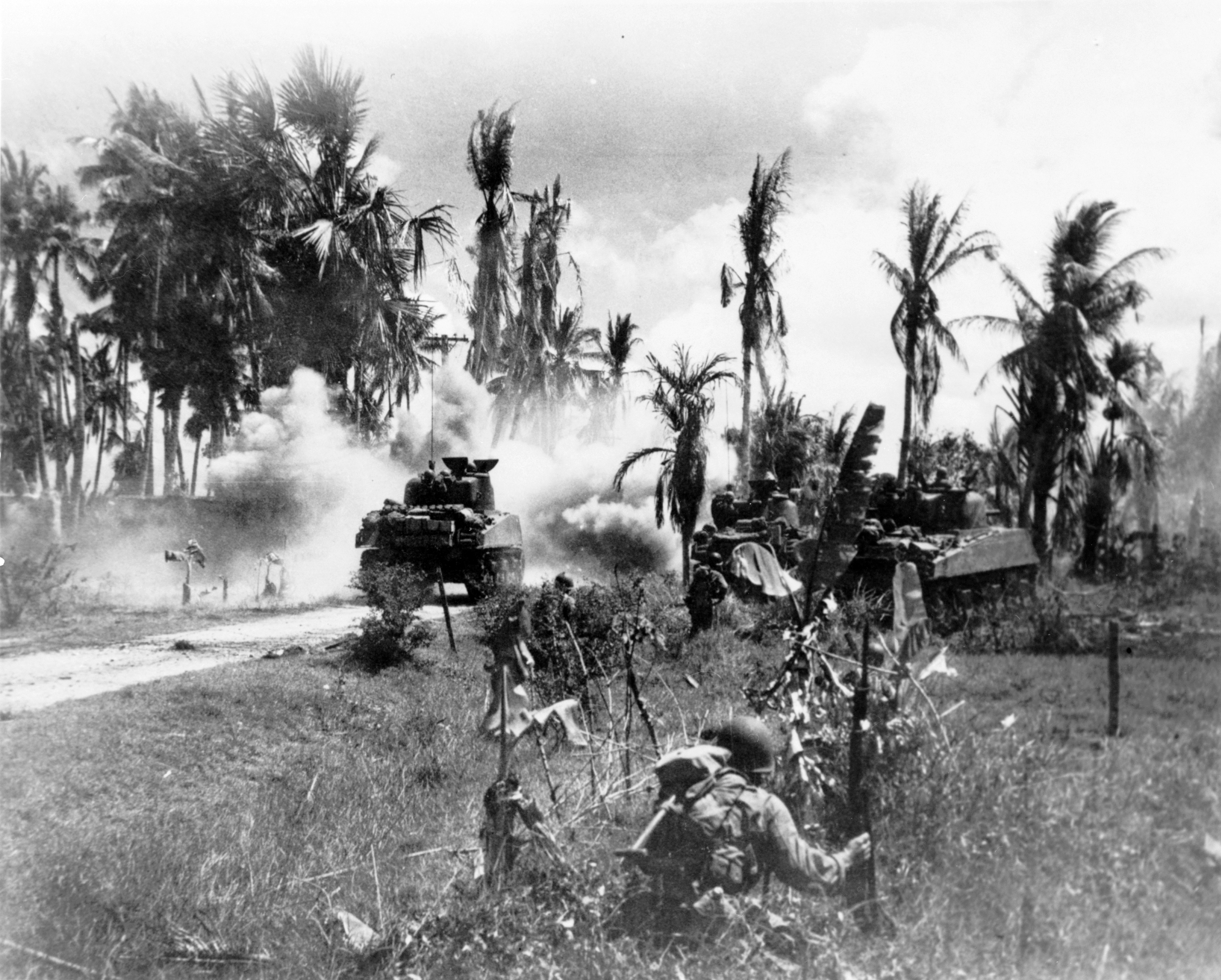
Truppen des 185. Regiments greifen mit Panzerunterstützung japanische Positionen auf Panay an.

Das war die Situation, als am Morgen des 18. März der Kommunikationsstützpunkt auf Negros eine Warnung vor einer unmittelbar bevorstehenden feindlichen Landung an der Küste Panays durchgab. Abgefangene amerikanische Funksprüche deuteten auf eine Konzentration von Kriegsschiffen und Transportern hin, die von Leyte und Mindoro ablegten. Zudem beobachtete ein Aufklärungsflugzeug eine große Anzahl von Amtracks auf den Decks der Transporter, was darauf hindeutete, dass diese Einheiten für eine Invasion bereitstanden. Wenige Stunden später gab eine andere Maschine die Sichtung einer großen Flotte etwa 22 Meilen vor Panay bekannt, die aus 12 Transportern, zwei Kreuzern und sechs Zerstörern bestand und von vier Geleitträgern begleitet wurde.
Am Nachmittag des 18. März ankerten die Einsatzschiffe mit den Landungseinheiten der 40. Infanteriedivision, die unter dem Kommando von Major Gen. Rapp Brush stand, etwa neun Kilometer vor den westlichen Stränden Panays. Gegen 11:00 Uhr bestiegen die Soldaten die Landungsboote, die Kurs auf die vorgesehenen Landungspunkte nahmen. Um 11:30 Uhr eröffneten die beiden leichten Kreuzer für 30 Minuten das Feuer auf die Strände. Unterdessen näherten sich US-Zerstörer der Küste, um auf ausgesuchte Ziele weiter im Innenland zu feuern. Mehrere Seeminen wurden von Minensuchern entfernt, während Kampfflugzeuge der Geleitträger die wenigen noch intakten japanischen Kampfflugzeuge auf den Flugfeldern bombardierten. Da eine japanische Gegenwehr im Landungsraum nicht erwartet wurde, konnten die weiter vorgesehenen Flugeinsätze abgesagt werden.

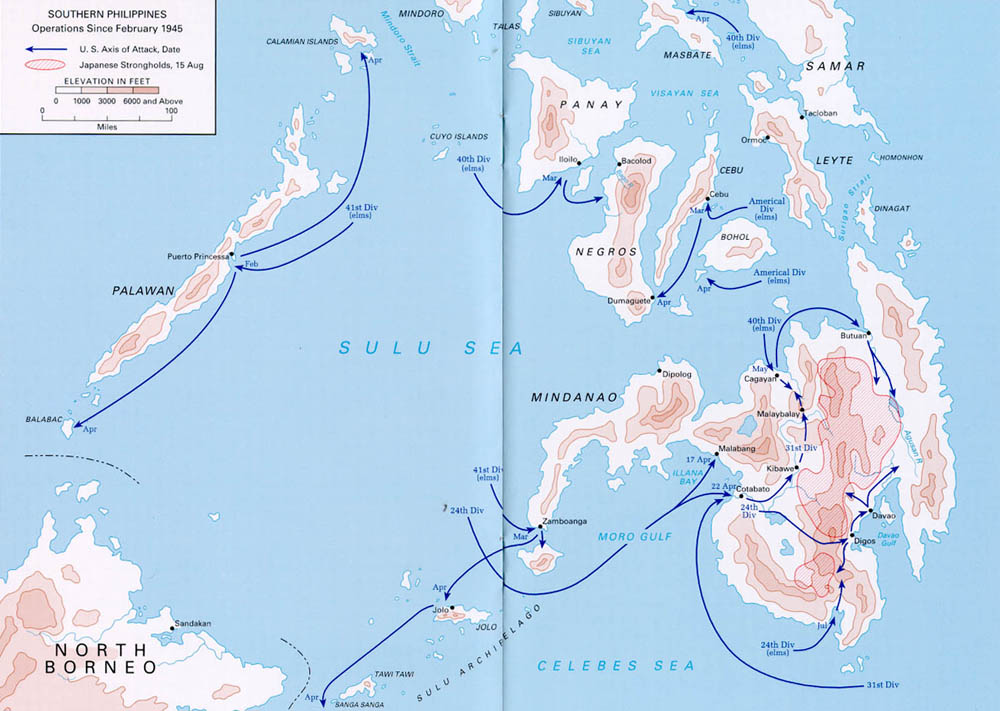
Karte der US-Operationen in den südlichen Philippinen

Als die erste Welle den Strand erreichte, eröffneten die mit schweren Maschinengewehren bestückten Amtracks das Feuer auf den Strand, doch bis auf wenige isolierte Schüsse, die aus einigen noch intakten Stellungen abgefeuert wurden, kam von japanischer Seite keine Gegenwehr. Die Bunker konnten von den Begleitzerstörern schnell ausgemacht und ausgeschaltet werden, so dass es auf amerikanischer Seite nur einen Toten und einige Verwundete bei den Landungstruppen gab. Innerhalb kurzer Zeit waren drei Bataillone der 40. Division an Land sowie einige Einheiten der California National Guard. Diese Truppen sicherten den Brückenkopf auf dem Strand nach allen Himmelsrichtungen.
Als um 13:30 Uhr General Eichelberger an Land ging und sich die Lage erläutern ließ, änderte er die Landungspläne der Gesamtoperation. Er beschloss, den schwachen Widerstand der Japaner auszunutzen, um Panay so schnell wie möglich zu sichern. Deswegen setzte er als Prioritätsziel der Operation Victor I die Einnahme von Iloilo City. Die Japaner auf Panay würden, nach dem Fall der Hauptstadt der Insel, in die Berge flüchten, wo sie von philippinischen Guerillas und amerikanischen Truppen aufgerieben werden konnten. Da das Hinterland am Landungsstrand nr. 1 das schnellste Vorrücken erlaubte, wurde eine Lastwagenkolonne für die Nachschubgüter von den anderen Landungspunkten organisiert, die über zwei Tage die gelagerten Güter zum Landungsstrand nr. 1 transportierte.
Der Führungsstab unter General Eichelberger beschloss zunächst die für den dritten Operationstag vorgesehenen Versorgungsgüter für die Landungsstrände sofort auszuschiffen.
Während der Erweiterung des Brückenkopfes am 18. März waren kleinere Einheiten der 40. Division schon weit in Richtung Iloilo City vorgerückt, ohne auf japanischen Widerstand zu stoßen. Erst in der folgenden Nacht, als die Einheiten lagerten, griff eine kleinere Gruppe Japaner die rechte Flanke an. Die dort postierten US-Soldaten wurden alle getötet. Am folgenden Tag schlossen sich den US-Truppen etwa 23.000 Guerillakämpfer unter Col. Macario Peralta an.
Der japanische Befehlshaber auf den Visayas, General Suzuki, beschloss aufgrund der aussichtslosen Verteidigungslage auf Panay, sich mit seinen Haupttruppen auf die Insel Negros zurückzuziehen, um dort eine starke Verteidigung aufzubauen.
Die amerikanischen Einheiten, die immer noch von mehr als 4.000 japanischen Verteidigern im Innern Panays ausgingen, gerieten am 19. März in heftige Regenfälle, die das Vorrücken auf den schmalen Pfaden im Dschungel noch weiter erschwerten. Besonders die Geschütze und die Lastwagen, die in die vorderen Linien gebracht werden sollten, versanken immer wieder im tiefen Morast des Flusses Panay, so dass der Zeitplan durcheinandergeriet. General Eichelberger beschloss daher, die Truppen zu sammeln und einen Vorstoß gegen Iloilo City vorzunehmen. Da sich auch am Folgetag das Wetter nicht änderte, kam zunächst auch ein Versorgungsflug aus der Luft nicht in Frage. Trotz dieser ungeplanten Rückschläge rückte die Hauptstreitmacht hinter den vorausmarschierenden Patrouillen weiter in Richtung der japanischen Stellungen in Iloilo vor. Die Stadt wurde am 21. März erreicht. Nachdem bekannte und vermutete japanische Stellungen am Stadtrand mittels Artillerie beschossen wurden, hielt der Vormarsch etwa 900 m vor der Stadtgrenze an. Hier kam es zu einem kurzen Scharmützel mit japanischen Soldaten, die sich gut verschanzt hatten, doch nachdem den Amerikanern der Durchbruch gelungen war, wurden sie von einer Anhöhe unter Feuer genommen. Die japanische Stellung konnte schnell erkundet und mit Mörserfeuer und Granaten ausgeschaltet werden.
Währenddessen musste die Truppenversorgung von der Küste aus per Handkarren organisiert werden, da weiterhin schlechtes Wetter ein Befahren der Pfade mit Fahrzeugen unmöglich machte. Auch an eine Versorgung aus der Luft war weiterhin nicht zu denken. Trotz dieser desaströsen Nachschublage und ohne unterstützende Artillerie in den ersten Reihen entschied sich Eichelberger, den Befehl zum weiteren Vorrücken auszugeben. Dies lag nicht zuletzt daran, dass ihn Informationen erreicht hatten, die von einem Abrücken der Japaner in der Stadt sprachen.
Am Morgen des 22. März besetzte die Hauptstreitmacht der Amerikaner die Stadt, die am 25. endgültig gesichert war. Auf Panay waren etwa 5.000 Japaner gestorben, 1.800 davon in Iloilo City. Etwa 200 ergaben sich.

### Sicherung von Negros
Am 24. März 1945 begann die Task Force 58 den vorgesehenen Angriff auf Negros. Diese Luftangriffe erreichten nochmals alle beabsichtigten Ziele, weil die letzten japanischen Flugzeuge auf Negros ausgeschaltet wurden und die Verteidigungsanlagen der Strände zum großen Teil zerstört wurden. Ab dem 22. März jedoch griffen landgestützte amerikanische Kampfflugzeuge die wichtigsten Ziele auf der Insel an, vor allem Brücken, Depots oder Flugabwehrpositionen, und auch Langstreckenbomber aus China bombardierten die Insel, speziell die Stadt Bacolod City. Zudem wurden etliche japanische Kanonenbatterien auf Negros zerstört.
Aufklärer der Japaner beobachteten auch diesmal eine große Anzahl feindlicher Schiffe, die Kurs auf die Insel genommen hatten, viele taktische Funksprüche austauschten, und aus 20 Transportern, drei Kreuzern und neun Zerstörern bestand und von vier Geleitträgern begleitet wurde. Diese Flotte transportierte etwa 5.000 amerikanische Soldaten der 40. Division. Der Küstenabschnitt Pulupandan, im Nordwesten von Negros, auf dem sie an Land gehen sollten, war von den Planern in zwei Landeabschnitte eingeteilt worden: N-Beach 1 und 2. Auch bei dieser Operation wurde keine ernsthafte japanische Gegenwehr erwartet, doch um einen feindlichen Konterangriff zu verhindern, wurde am 27. März ein verstärktes Platoon des 185. Infanterieregiments unter Leutnant Aaron H. Hanson durch einen isolierten Amtrack an Land gelassen. Diese Soldaten überquerten die feindlichen Linien, deren Truppen durch die Luftangriffe versprengt worden waren, zeichneten eine detaillierte Landkarte vom nördlichen Abschnitt von Negros, und gelangten an die Stahlbrücke über den Bago River, die den einzigen Weg darstellte, diesen Fluss zu überqueren. Die amerikanischen Soldaten sicherten die Brücke innerhalb weniger Minuten, töteten die japanischen Wächter und verminten die Struktur, um, im Falle einer Rückeroberung durch die Japaner, die ganze Brücke zu sprengen.

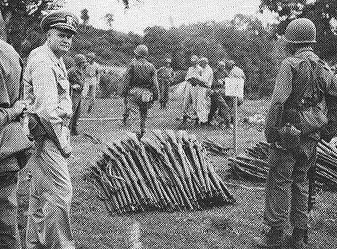
Erbeutete japanische Arisaka-Gewehre auf Negros, April 1945

Die Soldaten an der Bago River Brücke wurden am Morgen des 28. März von der 40. Division um 7:00 Uhr abgelöst, nachdem diese, nach einer 30-minütigen Artillerievorbereitung durch die leichten Kreuzer, am 27. März an Land gegangen war. Auch Flugzeuge der Task Force 58 hatten die Strände bombardiert. Japanischen Widerstand gab es weder während der Bombardierungen noch während der Landungen. Alle Einheiten gelangten relativ schnell über den Pago River, etablierten am jenseitigen Ufer einen Brückenkopf, stoppten den Vormarsch und warteten dort auf das Abladen des Nachschubs. Dieser begann 45 Minuten nach der Landung einzutreffen und die US-Truppen, unterstützt durch eine Panzerbrigade, setzten den Vorstoß fort. Südlich des Bago River erhob sich eine Hügelkette, die Firing Ridge benannt wurde, da mehrere japanische Artillerieeinheiten von dort aus das Feuer eröffneten, doch die Brücke blieb unversehrt. Nachdem die Hügel am späten Morgen gesichert wurden, konnte die komplette Marschroute der 40. Division übersehen werden. Bei vereinzeltem japanischen Gewehrfeuer gelang die Einnahme der Stadt Bacolod am 30. März gegen 11:00 Uhr.
Gegen 14:30 Uhr waren alle Stadtbezirke in Bacolod gesichert und im nördlichen Teil von Negros waren die amerikanischen Einheiten bis zu 40 Kilometer vorgestoßen, ohne auf Widerstand zu treffen. General Eichelberger entschied, die Stadt Talisay City, ein wichtiges Ziel der Operation, erst am nächsten Tag einzunehmen, da die dort liegenden Japaner zuerst unter Artilleriefeuer genommen werden sollten, sowie um den eigenen Vormarsch zu erleichtern und seine Truppen, die wegen des Gewaltmarsches erschöpft waren, zu schonen. Der Infanterieangriff begann am 1. April um 9:30 Uhr. Die Amerikaner hatten Talisay gegen 19.00 Uhr vollständig eingenommen, doch der japanische Widerstand verstärkte sich zunehmend während der Eroberung der Stadt, sodass die amerikanischen Truppen am Abend etwa 120 Tote zu verzeichnen hatten, sowie tausend Verwundete.
Unterdessen waren die am N-Beach 2 gelandeten Einheiten auf dem Vormarsch ins Landesinnere zu den Bergen in Zentral-Negros. Dazu hatten sie kurz nach der Landung verschiedene Brücken gegen leichten japanischen Widerstand eingenommen. Gegen Abend jedoch verstärkte sich die Gegenwehr beträchtlich. Am 6. April um 9:00 Uhr morgens begannen die amerikanischen Einheiten ihren Vormarsch Richtung Landesinnere. In der Nähe des Bago River kam es nochmals zu einem Scharmützel mit etwa 500 Japanern, die einen Banzaiangriff gegen die vorrückende linke Flanke der Amerikaner unternahmen, diese feindlichen Truppen wurden jedoch durch M4-Sherman-Panzer und MG-Feuer abgewehrt. Ohne weitere nennenswerte Gegenwehr gelangten die Amerikaner bis zum Nachmittag in die Nähe der San Jose Hacienda, wo dutzende Männer durch eine Sprengfalle umkamen. In der Hacienda, wo die US-Truppen einen großen Lager- und Vorratsspeicherplatz der Japaner entdeckten, kam es zu weiteren Kämpfen mit etwa 600 Feinden, die sich mit zwei Kanonen und einigen Mörsern verteidigten, und durch einige kleine Bunker vor Frontalangriffen geschützt waren. Sergeant John. C. Sjogren vom 160. Infanterieregiment erhielt die Medal of Honor für sein Verhalten unter Feuer. Er tötete 43 Japaner und zerstörte mit Sprengladungen eigenhändig neun Bunker.
Da man westlich der Hacienda japanische Stellungen vermuteten, was durch Luftaufklärung bestätigt wurde, forderte Eichelberger einen Luftangriff an und die amerikanischen Soldaten wurden angewiesen, ihre derzeitige Stellung vorerst zu halten. Als gegen 11:00 Uhr der Angriff stattfand, wurden alle Stellungen zerstört, wobei mehrere Hundert Japaner umkamen. Sporadisches Gewehrfeuer tötete trotzdem noch einen Amerikaner und verwundete 12. Kleinere japanische Gruppen griffen immer wieder die nachrückenden Einheiten auf der rechten Flanke an, auch im Schutz der Dunkelheit, so dass die Unterstützung für die in vorderster Linie liegenden Soldaten weiter auf sich warten ließ. Im Lauf der Nacht wurde das 160. Infanterieregiment der 40. Division durch einen weiteren Banzaiangriff erschüttert, doch konnte es die Angreifer abwehren.
Mit den jetzt zusätzlich zur Verfügung stehenden Männern konnte am 12. April der Plan die Insel Negros vollständig zu sichern umgesetzt werden.
Der erwartete starke Widerstand der Japaner in den Bergen blieb zwar aus, aber plötzlich einsetzendes Artilleriefeuer auf die marschierenden Truppen ließ den Vormarsch zum Stehen kommen. Das Feuer kam zum einen von Seiten der japanischen Stellungen, die im Felsen verborgen waren. Schwierigkeiten in der Kommunikation führten dazu, dass die feindlichen Positionen nicht vor dem späten Abend ausgehoben werden konnten.
Am 26. April war Negros jedoch vollständig gesichert, und die Operation Victor I war beendet. Die US-Truppen hatten dabei 370 Mann verloren, weitere 1025 waren verwundet, und die philippinischen Guerillas hatten um die 400 Mann verloren.

## Victor II
Die Operation Victor II sah vor, die Inseln Cebu und Bohol einzunehmen. Diese Aufgabe wurde der Americal Division erteilt, unter dem Kommando von Maj. Gen. William Howard Arnold stand, der jedoch seinerseits unter dem Oberbefehl von Eichelberger stand.

### Sicherung von Cebu

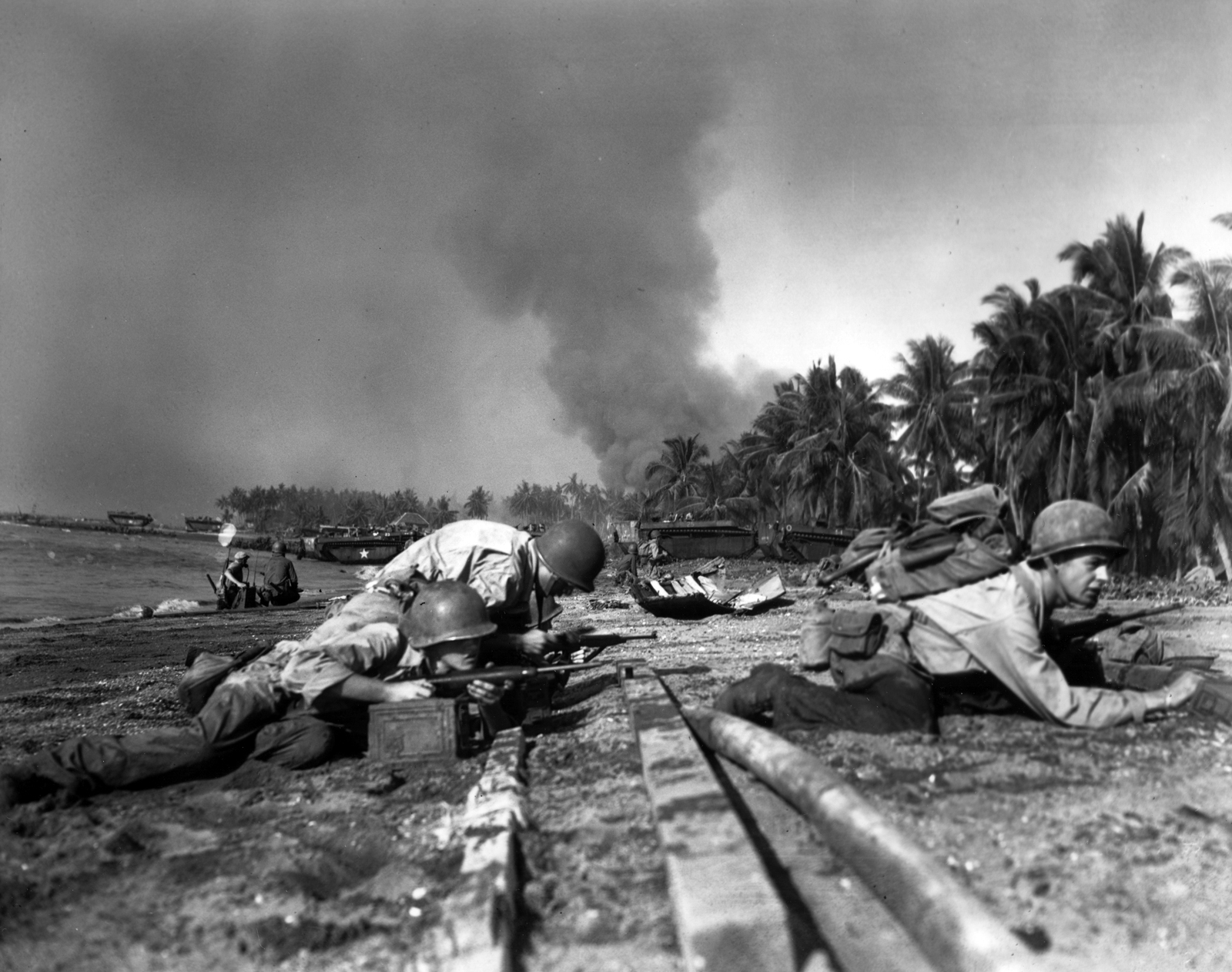
Die amerikanischen Truppen landen nahe Talisay, 26. März 1945

Am Morgen des 22. April ankerten die Transportschiffe, die von keinem japanischen Aufklärer bemerkt worden waren, mit den Landungseinheiten der Americal Division etwa neun Kilometer vor der Talisay-Küste, im Südosten von Cebu. Gegen 5:00 Uhr bestiegen die 6.000 Soldaten die Landungsboote, die Kurs auf die vorgesehenen Landungspunkte am Ufer nahmen. Während dieser Operationen wurden Luftangriffe durch die Maschinen der Task Force 58 geflogen. Diese Angriffe zerstörten nochmals fast die ganze Verteidigungslinie, die die japanischen Verteidiger am Strand aufgebaut hatten. Die kaiserlichen Soldaten flohen in den Dschungel, und um 5:10 Uhr eröffneten die Kreuzer Phoenix, Boise und Hobart der Geleitflotte für 90 Minuten das Feuer auf die Strände, um die Verteidigungsanlagen noch weiter zu treffen. Unterdessen näherten sich die Zerstörer der Küste bis auf 800 Meter, um auf vermutete Ziele, wie Bunker und Stacheldrahtrollen, weiter zu feuern. Weitere Kampfflugzeuge der Task Force 58 bombardierten um 6:00 Uhr die wenigen noch intakten japanischen Flugzeuge auf den umliegenden Flugfeldern und verloren dabei 8 Maschinen, doch da nach diesen Angriffen eine japanische Gegenwehr im Landungsraum nicht erwartet wurde, konnten die weiter vorgesehenen Flugeinsätze abgesagt werden.
Als die erste Welle von 15 Landungsbooten den Strand erreichte, eröffneten auch die mit schweren Maschinengewehren bestückten Amtracks das Feuer und näherten sich der Küste. Doch wenige Meter vor dem Landungspunkt liefen 9 der 15 Boote auf japanische Seeminen: dabei wurden 49 Amerikaner getötet. Die restlichen Minen konnten von den Minensuchern schnell ausgemacht werden, doch waren sie zu nahe an der Küste, als dass man sie entfernen könnte. Deshalb wurden die Amtracks an einen anderen Landungsraum gesteuert, der als minenfrei galt. Innerhalb kurzer Zeit waren drei Bataillone an Land gegangen und sicherten den entstandenen Brückenkopf nach Westen und Osten.
Die Americal Division ging an diesem Tag in voller Stärke an Land und daher beschloss der Führungsstab unter General Eichelberger, die für den zweiten Operationstag vorgesehenen Versorgungsgüter, die noch auf den Truppentransportern waren, für die Landungsstrände bereitzustellen und den Vormarsch Richtung Innenland sofort zu beginnen.
Unterdessen waren mehrere Platoons der US-Truppen weit in Richtung Innenland vorgerückt, ohne auf jeglichen japanischen Widerstand zu stoßen. Am Abend des 26. März waren die ersten amerikanischen Verbände schon bis auf 20 Kilometer von Cebu City vorgestoßen.
Am 27. März um 5:00 Uhr morgens erreichten Einheiten des 182. Infanterieregiments die Stadt. Planmäßig wurde mit dem Erreichen der ersten Bezirke auch der Beschuss der Innenstadt gestartet. Allerdings begann dieser nicht wie vorgesehen um 6:00 Uhr, sondern rund 2 Stunden später. Bedingt durch starken Morgennebel und die unter starkem Rauch brennenden japanischen Befestigungen, war die Orientierung der Artillerieeinheiten sehr erschwert, sodass Zerstörer eingreifen mussten, die vor der Küste vor Anker lagen und die Stadt von Osten her unter starkem Beschuss nahmen. Da die meisten japanischen Besatzer von Cebu sich nach dem Angriff der amerikanischen Schiffsartillerie abgesetzt hatten, musste Luftunterstützung angefordert werden, die um 12:00 Uhr begann und durch die landgestützten Flugzeuge auf Leyte geliefert wurde. Nach vier Stunden wurde der Beschuss eingestellt und die ersten Einheiten des 182. Regiments betraten die Innenstadt, ohne auf bedeutenden Widerstand zu stoßen. Sprengfallen und Gewehrfeuer jedoch töteten einige US-Soldaten, doch gegen 16:00 Uhr war der Stadtkern endgültig besetzt. Einige japanische Gefangene wurden bei diesen Operationen gemacht und die Landungstruppen warteten auf den Befehl von General Arnold, um in Richtung Westen vorzurücken und die ganze Insel Cebu zu sichern.
Nachdem am 28. März um 10:30 Uhr der Befehl zum weiteren Vormarsch kam, begann dieser um 11:00 Uhr. Obwohl der Vormarsch langsamer verlief als eigentlich geplant, wurde um 12:45 Uhr das Flugfeld Lahug erreicht.
Die amerikanischen Einheiten, die immer noch von mehr als 10.000 japanischen Verteidigern auf Cebu ausgingen, gerieten auf dem Rollfeld in heftige Gefechte, die das Vorrücken noch weiter erschwerten. General Eichelberger beschloss daher, die Truppen zu sammeln, um einen Frontalangriff zu führen und den Flugplatz einzunehmen. Gegen Mittag des 29. März war es gelungen, einige japanische Stellungen durch Artilleriebeschuss und Flammenwerfer-Einsatz einzunehmen, doch die Verluste stiegen entsprechend auf amerikanischer Seite. Trotz dieser ungeplanten Rückschläge rückte die Hauptstreitmacht hinter den vorausmarschierenden Patrouillen weiter in Richtung der japanischen Positionen vor. Nachdem sie bekannte und vermutete japanische Stellungen mittels Zerstörerartillerie beschossen hatten, wurde der Vormarsch befohlen. Der Widerstand war durch den Beschuss gebrochen worden und die US-Truppen konnten schnell vorwärtskommen. Zuletzt wurden sie aus einer Anhöhe unter Feuer genommen, doch die japanische Stellung konnte schnell identifiziert und mit Mörserfeuer ausgeschaltet werden. Der Flugplatz befand sich in amerikanischer Hand. Bei Einbruch der Nacht konnte mit seinem Ausbau begonnen werden. Bis zu diesem Zeitpunkt waren 410 Amerikaner getötet und 1.700 verwundet worden, während etwa 8.000 Mann an tropischen Krankheiten wie Beriberi oder Malaria erkrankten.
Die Insel Cebu wurde Anfang April als gesichert betrachtet, doch 8.500 japanische Soldaten blieben in den Bergen verborgen, wo sie durch philippinische Guerillas immer wieder angegriffen wurden.

### Sicherung von Bohol
Am 11. April war ein Bataillon des 164. Infanterieregiments der Americal Division im Küstenabschnitt Tagbilaran auf Bohol gelandet. Der Widerstand der 330 Mann starken japanischen Garnison, die schon durch zahlreiche amerikanische Luftangriffe geschwächt worden war, war im Allgemeinen schwach, und bereits am 16. April war der Großteil der japanischen Streitkräfte auf der Insel versprengt. Die letzten 100 Soldaten sammelten sich in den Bergen im Innenland, wo sie von philippinischen Guerillas aufgerieben wurden. So konnte noch am 20. April die Insel komplett gesichert werden. Dabei starben 23 Soldaten der Americal Division sowie etwa 120 Guerillakämpfer.